# Enzo Grossi
Pour les articles homonymes, voir Grossi.
Enzo Grossi (São Paulo, Brésil, 20 avril 1908 - Corato, Italie, 11 août 1960) était officier dans la Regia Marina (marine italienne) pendant la Seconde Guerre mondiale.

## Biographie
Sous-marinier de la Regia Marina, pendant la Seconde Guerre mondiale avec le grade de capitaine de corvette, il a commandé le sous-marin Medusa puis le Agostino Barbarigo. Avec ce dernier, il affirme avoir attaqué et détruit un cuirassé américain de classe Colorado le 20 mai 1942, tandis que le 6 octobre de la même année, il affirme avoir attaqué et coulé un cuirassé de classe Tennessee. Pour ces naufrages, il a été promu et décoré de deux médailles d'or pour bravoure militaire par le gouvernement italien et a reçu la Croix de fer de première classe et la Croix de chevalier de la Croix de fer par le gouvernement allemand. L'amiral Karl Dönitz, lors de la cérémonie de remise des prix, l'a félicité pour "la compétence et l'audace vraiment exceptionnelles avec lesquelles il a pu mener à bien ces deux actions très difficiles"
À partir du 2 décembre 1942, il commande la base atlantique de BETASOM à Bordeaux avec le grade de capitaine de vaisseau. Après le 8 septembre 1943, il rejoint la République sociale italienne et prend le commandement de la 1ère Division de fusiliers de l'Atlantique (1ª Divisione Atlantica Fucilieri di Marina) de la Marine nationale républicaine.

### Le commandant Grossi et les prétendus naufrages
Le Barbarigo et un de ses commandants, Enzo Grossi, sont également et surtout connus pour le prétendu naufrage de deux cuirassés américains, que Grossi a rapporté à son retour de deux missions et qui lui a valu deux médailles d'or pour la valeur militaire et sa promotion en grade.
Le premier "naufrage" a été signalé par Grossi dans un message à Betasom en mai 1942, et il a ensuite précisé les circonstances dans son rapport à son retour de mission : "le 20 mai", a-t-il déclaré, "il avait aperçu un cuirassé de classe Colorado. ou Tennessee., escorté par plusieurs destroyers, à la position géographique de 4° 19′ S, 34° 32′ E. Après avoir pénétré l'écran défensif, il avait tiré deux torpilles sur l'unité à une distance de seulement 650 mètres, puis l'ayant vu toucher, il avait fait une embardée sur tribord et s'était immergé par l'avant.
Selon une reconstitution ultérieure des faits, le 18 mai, le Barbarigo avait mis le feu au navire à vapeur brésilien Comandante Lyra, et depuis un port voisin, la Task Force 23 de l'US Navy, constituée de es vieux croiseurs USS Milwaukee (CL-5) et USS Omaha (CL-4) et les destroyers USS Moffett (DD-362) et USS McDougal (DD-358), avait été envoyée pour aider le navire. Deux jours plus tard, le Milwaukee et le Moffett s'étaient dirigés vers Recife pour se ravitailler en carburant, et c'est précisément ces deux unités que le Barbarigo avait rencontrées. Grossi avait pris le Milwaukee pour un cuirassé (ce qui aurait pu être possible au milieu de la nuit et en présence de navires obscurcis) mais il reste difficile d'expliquer comment il a pu prétendre avoir vu le navire couler, puisque les deux torpilles ont manqué leur cible (à tel point que personne à bord des deux unités américaines n'a remarqué l'attaque).
Le commandant du Betasom, le contre-amiral Romolo Polacchini, était très sceptique quant à la possibilité qu'un cuirassé américain de ce type ait pu être coulé par seulement deux torpilles. Supermarina, le quartier général de la marine royale italienne (Regia Marina), aurait également préféré attendre une vérification, mais le haut commandement italien, en manque de nouvelles de grandes victoires, prit la nouvelle du naufrage comme certaine et l'annonça dans un bulletin extraordinaire. Grossi fut promu capitaine de frégate et décoré de la Médaille d'or de la valeur militaire et aussi, du côté allemand, de la Croix de fer.
Le second naufrage présumé s'est produit en octobre 1942. Le 6 octobre, à la position géographique de 2° 05′ N, 14° 23′ O, le sous-marin italien a repéré ce que Grossi croyait être un cuirassé de la classe Mississippi, escorté par plusieurs destroyers, à environ 4 000 mètres. Quatre torpilles ont été tirées à 2 000 mètres et le navire aurait coulé.
Pour cette action, Grossi a reçu une deuxième médaille d'or, avec les compliments d'Adolf Hitler et de Karl Dönitz, l'ordre de Chevalier de la Croix de fer, et une promotion au poste de capitaine de vaisseau. Le contre-amiral Polacchini, parce qu'il a insisté pour le critiquer et parce qu'il croyait que les deux prétendus naufrages étaient faux, a été démis de ses fonctions et juste remplacé par Grossi au commandement du Betasom.
Selon ce que la deuxième commission d'enquête a pu reconstituer, les faits étaient les suivants : le Barbarigo avait attaqué une petite corvette anglaise de la classe Flower, la HMS Petunia (K79) (il semble donc très difficile qu'elle ait pu être prise pour un cuirassé) et l'avait manquée parce que les torpilles étaient réglées pour frapper un gros navire (on était passé sous la coque de l'unité et, si elle avait été à une profondeur moindre, elle l'aurait coulée). La corvette anglaise avait réagi en lançant au hasard plusieurs grenades sous-marines dont les explosions étaient censées être celles des torpilles,.
Les naufrages des cuirassés, déjà considérés comme douteux au moment des événements dans les milieux de la Marine, ont fait l'objet d'une enquête d'après-guerre in absentia par deux commissions d'enquête, en 1949 et 1962, dont les conclusions ont conduit à la vérification des faits ou à la constatation qu'Enzo Grossi n'avait pas réussi à couler les deux « cuirassés » américains avec pour conséquence le retrait définitif des deux décorations qu'il avait reçues, sa rétrogradation et son exclusion des listes des récipiendaires.

## Décorations

### Distinctions honorifiques italiennes
- Médaille d'argent de la valeur militaire
  - "Le commandant du sous-marin, ayant repéré un quadrimoteur ennemi qui se dirigeait vers l'unité, a choisi et exécuté la manœuvre défensive et contre-offensive la plus appropriée et a personnellement abattu l'avion ennemi avec un tir de mitrailleuse. Exemple de disponibilité, de calme, de décision et de mépris du danger. Méditerranée centrale, 24 septembre 1940".
- Médaille de bronze de la valeur militaire
  - "A la tête d'un sous-marin, il a accompli, pendant une longue période d'activité, de nombreuses missions menées avec une combativité tenace et un dévouement absolu au sentiment patriotique. Dans les risques et dans les dangers, il a toujours été exemplaire de courage et de compétence professionnelle. Mer Méditerranée, juin 1940-juin 1941".
- Médaille de bronze de la valeur militaire
  - "Commandant de sous-marin de la plus haute combativité et volonté de fer. a effectué de longues et difficiles missions contre le trafic ennemi, surmontant chaque difficulté avec habileté et vertu d'esprit et défiant chaque danger avec un courage exemplaire. Océan Atlantique, juin 1941-juin 1942".
- Croix de guerre
de la valeur militaire
  - "L'officier supérieur observateur, commandant de sous-marin, alors que son unité était sur une base, le quartier général du département R.M.L., en raison de l'absence d'officiers observateurs, s'est porté volontaire pour effectuer des missions en temps de guerre sur des hydravions chargés de l'escorte anti-sous-marine des convois et des unités de surface de la Regia Marina, 1942".

### Distinctions honorifiques étrangères
- Croix de fer 2e classe (Allemagne nazie)
- Croix de fer 1re classe (Allemagne nazie) - 11 septembre 1942[13]
- Croix de chevalier de la croix de fer (Allemagne nazie) - 7 octobre 1942[13].